# Nectopsyche splendida
Nectopsyche splendida är en nattsländeart som först beskrevs av Navás 1917.  Nectopsyche splendida ingår i släktet Nectopsyche och familjen långhornssländor. Inga underarter finns listade i Catalogue of Life.